# Dvor Puklek
Dvor Puklek (nemško hof zu Puklek) je nekdanji dvor v bližini Mokronoga na Dolenjskem, ki se pojavlja v zgodovinskih virih.
Prvič se dvor pojavi v dokumentu iz leta 1385, v katerem piše, da sta Andrej iz Mehovega in njegova žena Jedrt dvor Puklek zastavila Elizabeti Čreteški in gospodu Mertleinu.
Leta 1390 je Puklek kupil Peter Mallinger.
Leta 1396 se dvor ponovno pojavi v dokumentu, v katerem Viljem, vojvoda Avstrijski dvor daje v najem Mertlu Čreteškemu in njegovemu bratu Hertleinu.
Dvor se nato v listinah ponovno omeni leta 1407, ko ga je vojvoda Leopold IV. daje v najem Elizabeti Auersperg in njenemu sinu Herbertu.